# Comuna Ceatalchioi, Tulcea
Ceatalchioi este o comună în județul Tulcea, Dobrogea, România, formată din satele Ceatalchioi (reședința), Pătlăgeanca, Plauru și Sălceni.

## Demografie
Componența etnică a comunei Ceatalchioi
     Români (89,45%)
     Alte etnii (10,55%)
Componența confesională a comunei Ceatalchioi
     Ortodocși (88,7%)
     Alte religii (1,51%)
     Necunoscută (9,79%)
Conform recensământului efectuat în 2021, populația comunei Ceatalchioi se ridică la 531 de locuitori, în scădere față de recensământul anterior din 2011, când fuseseră înregistrați 593 de locuitori. Majoritatea locuitorilor sunt români (89,45%). Din punct de vedere confesional, majoritatea locuitorilor sunt ortodocși (88,7%), iar pentru 9,79% nu se cunoaște apartenența confesională.

## Politică și administrație
Comuna Ceatalchioi este administrată de un primar și un consiliu local compus din 9 consilieri. Primarul, Tudor Cernega[*], de la Partidul Social Democrat, este în funcție din 2012. Începând cu alegerile locale din 2024, consiliul local are următoarea componență pe partide politice:
|  | Partid                    | Consilieri | Componența Consiliului | Componența Consiliului | Componența Consiliului | Componența Consiliului | Componența Consiliului | Componența Consiliului |
|  | ------------------------- | ---------- | ---------------------- | ---------------------- | ---------------------- | ---------------------- | ---------------------- | ---------------------- |
|  | Partidul Social Democrat  | 6          |                        |                        |                        |                        |                        |                        |
|  | Partidul Național Liberal | 3          |                        |                        |                        |                        |                        |                        |